# 나요로시
나요로시(일본어: 名寄市, 아이누어: Nay Oro)는 일본 홋카이도 가미카와 종합진흥국 관내 북부에 있는 시이다.

## 지리
홋카이도 북부에 있는 나요로 분지의 중앙부, 데시오강과 나요로강의 합류점에 시가지가 있다. 농업 생산지로 발전했다. 겨울철에는 온도가 영하 20도를 밑도는 경우도 적지 않다.

## 역사
시명의 유래는 아이누어의 ‘나이오르푸투’(ナイオロプトゥ, 시냇물이 흘러드는 입구)이다. 나요로강이 데시오강으로 흘러 들어가는 모습을 말한 것이다.
- 1900년 - 야마가타현 도에이촌(현 쓰루오카시)에서 개척단이 집단 이주했다.
- 1909년 - 가미나요로촌이 탄생했다.
- 1915년 - 나요로정으로 개칭했다.
- 1956년 - 시로 승격해 나요로시가 되었다.
- 2006년 3월 27일 - 후렌정과 신설 합병해 새로운 나요로시가 성립했다.

## 산업
가미카와 종합진흥국 북부의 중심 도시로, 기간산업은 농업이다. 아스파라거스와 호박의 생산이 왕성하다.
이전에는 나요로역에서 나요로 본선, 신메이선 등 철도가 분기되었으나, JR의 민영화 이후 철도 노선이 폐지되었다. 이로 인해 지역 경제에 큰 영향이 있었다.
자위대의 주둔지가 있다.

## 기후
연교차가 60도가 훨씬 넘게 난다. 겨울에는 더 북쪽에 있는 소야 종합진흥국 관내 지역보다 기온이 낮을 때도 있다. 여름에 최고 기온이 영상 30도에 달하기도 하지만 겨울에는 최저 기온이 영하 37도에 달하기도 하여 기온 차이가 67도나 난다.
| 나요로시의 기후                                              | 나요로시의 기후 | 나요로시의 기후 | 나요로시의 기후 | 나요로시의 기후 | 나요로시의 기후 | 나요로시의 기후 | 나요로시의 기후 | 나요로시의 기후 | 나요로시의 기후 | 나요로시의 기후 | 나요로시의 기후 | 나요로시의 기후 | 나요로시의 기후 |
| 월                                                           | 1월             | 2월             | 3월             | 4월             | 5월             | 6월             | 7월             | 8월             | 9월             | 10월            | 11월            | 12월            | 연간            |
| ------------------------------------------------------------ | --------------- | --------------- | --------------- | --------------- | --------------- | --------------- | --------------- | --------------- | --------------- | --------------- | --------------- | --------------- | --------------- |
| 역대 최고 기온 °C (°F)                                       | 5.3 (41.5)      | 10.1 (50.2)     | 14.8 (58.6)     | 26.4 (79.5)     | 32.2 (90.0)     | 35.4 (95.7)     | 36.4 (97.5)     | 35.6 (96.1)     | 31.3 (88.3)     | 26.0 (78.8)     | 20.2 (68.4)     | 10.3 (50.5)     | 36.4 (97.5)     |
| 일평균 최고 기온 °C (°F)                                     | −4.2 (24.4)     | −2.7 (27.1)     | 2.0 (35.6)      | 9.3 (48.7)      | 17.5 (63.5)     | 22.3 (72.1)     | 25.6 (78.1)     | 25.7 (78.3)     | 21.4 (70.5)     | 14.2 (57.6)     | 5.3 (41.5)      | −1.8 (28.8)     | 11.2 (52.2)     |
| 일일 평균 기온 °C (°F)                                       | −8.6 (16.5)     | −8.0 (17.6)     | −3.0 (26.6)     | 3.8 (38.8)      | 10.8 (51.4)     | 15.6 (60.1)     | 19.5 (67.1)     | 19.9 (67.8)     | 15.2 (59.4)     | 8.3 (46.9)      | 1.5 (34.7)      | −5.4 (22.3)     | 5.8 (42.4)      |
| 일평균 최저 기온 °C (°F)                                     | −14.7 (5.5)     | −14.9 (5.2)     | −9.1 (15.6)     | −1.7 (28.9)     | 4.1 (39.4)      | 9.6 (49.3)      | 14.4 (57.9)     | 15.1 (59.2)     | 9.9 (49.8)      | 3.1 (37.6)      | −2.3 (27.9)     | −10.1 (13.8)    | 0.3 (32.5)      |
| 역대 최저 기온 °C (°F)                                       | −34.5 (−30.1)   | −35.7 (−32.3)   | −30.2 (−22.4)   | −16.5 (2.3)     | −5.9 (21.4)     | −1.0 (30.2)     | 3.4 (38.1)      | 4.3 (39.7)      | 0.3 (32.5)      | −6.0 (21.2)     | −18.1 (−0.6)    | −29.4 (−20.9)   | −35.7 (−32.3)   |
| 평균 강수량 mm (인치)                                        | 49.4 (1.94)     | 38.7 (1.52)     | 44.2 (1.74)     | 45.5 (1.79)     | 60.6 (2.39)     | 65.2 (2.57)     | 129.4 (5.09)    | 136.1 (5.36)    | 138.1 (5.44)    | 115.6 (4.55)    | 108.5 (4.27)    | 83.1 (3.27)     | 1,006.8 (39.64) |
| 평균 강설량 cm (인치)                                        | 186 (73)        | 147 (58)        | 128 (50)        | 33 (13)         | 0 (0)           | 0 (0)           | 0 (0)           | 0 (0)           | 0 (0)           | 3 (1.2)         | 104 (41)        | 225 (89)        | 829 (326)       |
| 평균 강우일수                                                | 16.6            | 14.1            | 14.0            | 10.9            | 10.4            | 9.2             | 10.6            | 11.4            | 13.6            | 16.1            | 19.3            | 21.3            | 167.5           |
| 평균 강설일수                                                | 20.5            | 18.2            | 16.0            | 4.6             | 0               | 0               | 0               | 0               | 0               | 0.4             | 10.2            | 22.2            | 92.1            |
| 평균 월간 일조시간                                           | 58.6            | 79.1            | 116.2           | 147.9           | 178.1           | 159.7           | 148.7           | 142.0           | 139.4           | 109.9           | 50.7            | 37.6            | 1,367.8         |
| 출처: 일본 기상청 (평년값: 1991년~2020년, 극값: 1976년~현재) |                 |                 |                 |                 |                 |                 |                 |                 |                 |                 |                 |                 |                 |

## 교통

### 철도
- 홋카이도 여객철도 소야 본선

### 도로
- 국도 40호선
- 국도 239호선

## 자매 도시
- 일본 야마가타현 쓰루오카시
- 일본 도쿄도 스기나미구
- 러시아 사할린주 돌린스크(1991년 3월 25일)